# Communauté de communes du Valgaudemar
Die Communauté de communes du Valgaudemar war ein französischer Gemeindeverband mit der Rechtsform einer Communauté de communes im Département Hautes-Alpes in der Region Provence-Alpes-Côte d’Azur. Sie wurde am 27. Dezember 1993 gegründet und umfasste acht Gemeinden. Der Verwaltungssitz befand sich im Ort Saint-Firmin.

## Historische Entwicklung
Am 1. Januar 2017 wurde der Gemeindeverband mit der Champsaur und der Haut-Champsaur zur neuen Communauté de communes Champsaur-Valgaudemar zusammengeschlossen.

## Ehemalige Mitgliedsgemeinden
1. Aspres-lès-Corps
2. La Chapelle-en-Valgaudémar
3. Chauffayer
4. Le Glaizil
5. Saint-Firmin
6. Saint-Jacques-en-Valgodemard
7. Saint-Maurice-en-Valgodemard
8. Villar-Loubière